# Biblioteca Nacional de Rússia

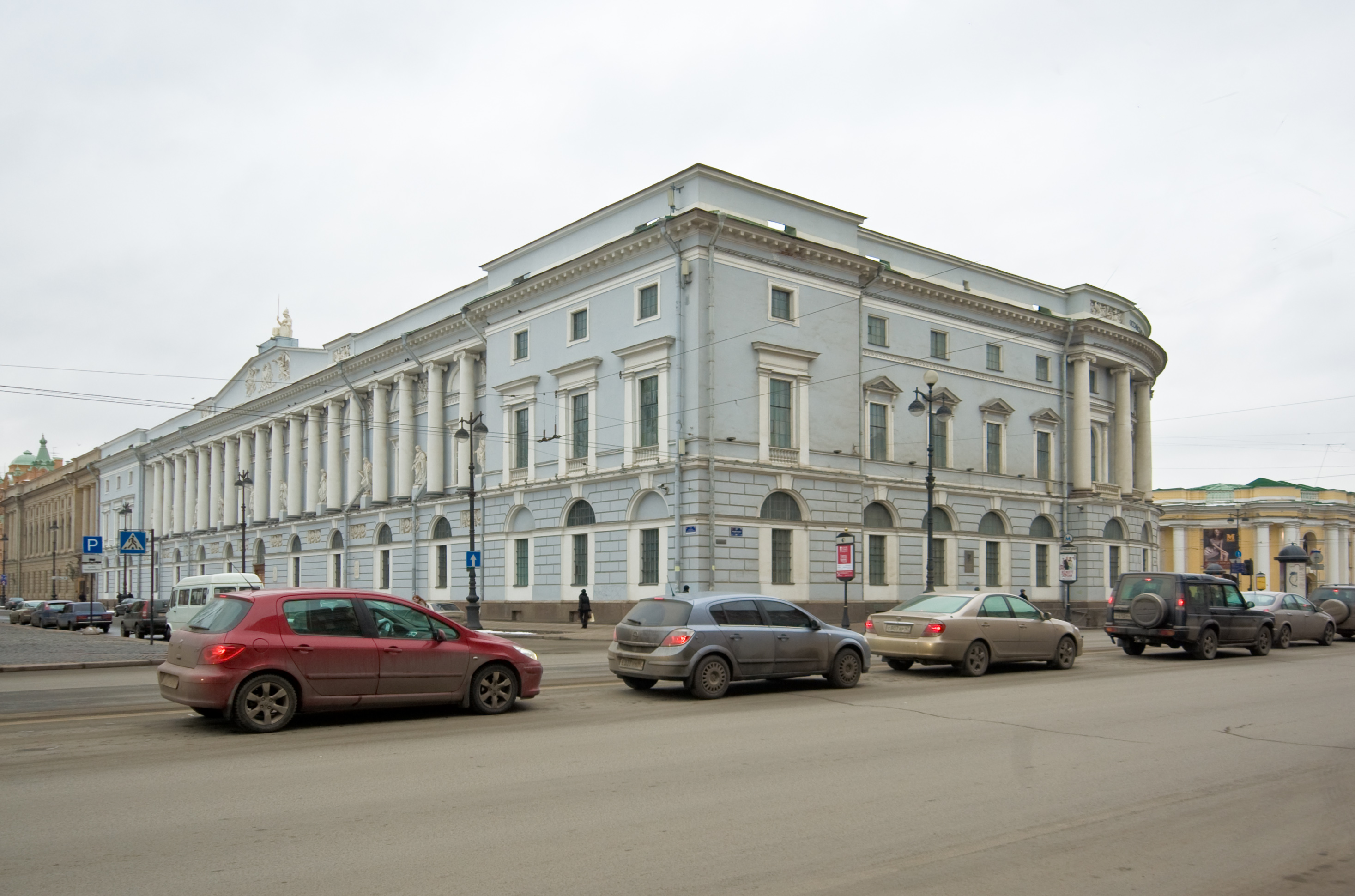
Biblioteca Nacional Russa

La Biblioteca Nacional de Rússia (en rus Российская национальная библиотека, Rossískaia natsionàlnaia biblioteka), situada a Sant Petersburg, i una de les més grans biblioteques del món, és la biblioteca nacional de Rússia. No s'ha de confondre amb la Biblioteca Estatal de Rússia, situada a Moscou.
Comprèn una col·lecció única i universal de documents en llengua russa i en llengües estrangeres. Fou també la biblioteca pública imperial, fundada l'any 1795 per Caterina la Gran. Entre els seus llibres més importants hi ha el Còdex de Leningrad, còpia de l'Antic Testament datada l'any 1008.